# Lina Khalifeh
Lina Khalifeh   (1986) és una campiona de taekwondo de cinturó negre de Jordània. Després de guanyar medalles per a l'equip jordà, va decidir utilitzar les arts marcials per defensar els seus principis.

## Trajectòria
Lina Khalifeh va començar a entrenar-se intensament, lesionant-se en el procés. A 22 anys, es va fer una lesió important i després de 2 cirurgies, no es va recuperar bé. Els metges el van informar que ja no podia fer arts marcials. Va descriure aquest període com "el punt més difícil de la meva vida".
També va treballar durant quatre anys com a directora de màrqueting a l'empresa de la seva família a Jordània, on fabricava articles educatius (pissarres blanques, pissarres negres, pissarres electròniques, etc.) i els comercialitzava a l'estranger.
L'any 2010, després de saber que un dels seus amics havia estat atacat i colpejat pel seu pare i el seu germà, va decidir començar a donar classes d'autodefensa d'arts marcials mixtes des del soterrani de casa dels seus pares. A partir d'aquest fet va obrir el centre de defensa anomenat "She Fighter" l'any 2012 amb l'objectiu d'ensenyar a les dones d'Amman a defensar-se de l'assetjament sexual en un context on les agressions eren habituals al seu país.
Entre d'altres, Khalifeh ha ofert conferències a The Business of Fashion Summit 2019, The Economic World Forum 2019, Women in the World Summit 2019, Dragon Fly 2019 Tailàndia, European Development Summit 2018, Parlament Europeu 2015, One Young World 2016, Concordia Summit (Virtual) 2020, Los Angeles Tribunate Virtual) 2020 i BMO Bank (Virtual) 2020. També va ser seleccionada pel programa She Entrepreneur per presentar el seu treball a la família reial sueca. Va ser una de les "líders del canvi social" presentada per Barack Obama a la casa blanca. Va ser presentada a la conferència TED com a part de les conferències TEDWomen per parlar del seu treball.
Va ser reconeguda com una de les 100 dones de la BBC del 2017.